# 福島県道280号中野番沢線
福島県道280号中野番沢線（ふくしまけんどう280ごう なかのばんざわせん）は、福島県白河市内を通る一般県道である。

## 路線概要
- 起点：白河市表郷中野字滝沢
- 終点：白河市表郷番沢字松上
- 総延長：5.849km[1]
  - 実延長：総延長に同じ
- 路線認定年月日：1959年8月31日[2]

### 道路施設
御館橋
- 全長：9.7m
- 幅員：9.8m
- 竣工：1992年[3]

表郷中野字柳橋向、字上ノ原にて一級水系阿武隈川水系社川の支流を渡る。

## 通過する自治体
- 白河市

## 接続・交差する道路
- 栃木県道・福島県道76号坂本白河線（表郷中野字滝沢 起点）
- 国道289号（表郷番沢字松上 終点）

## 沿線
- 社川
- 古関郵便局
- 表郷郵便局
- 白河市立表郷中学校